# Mahut

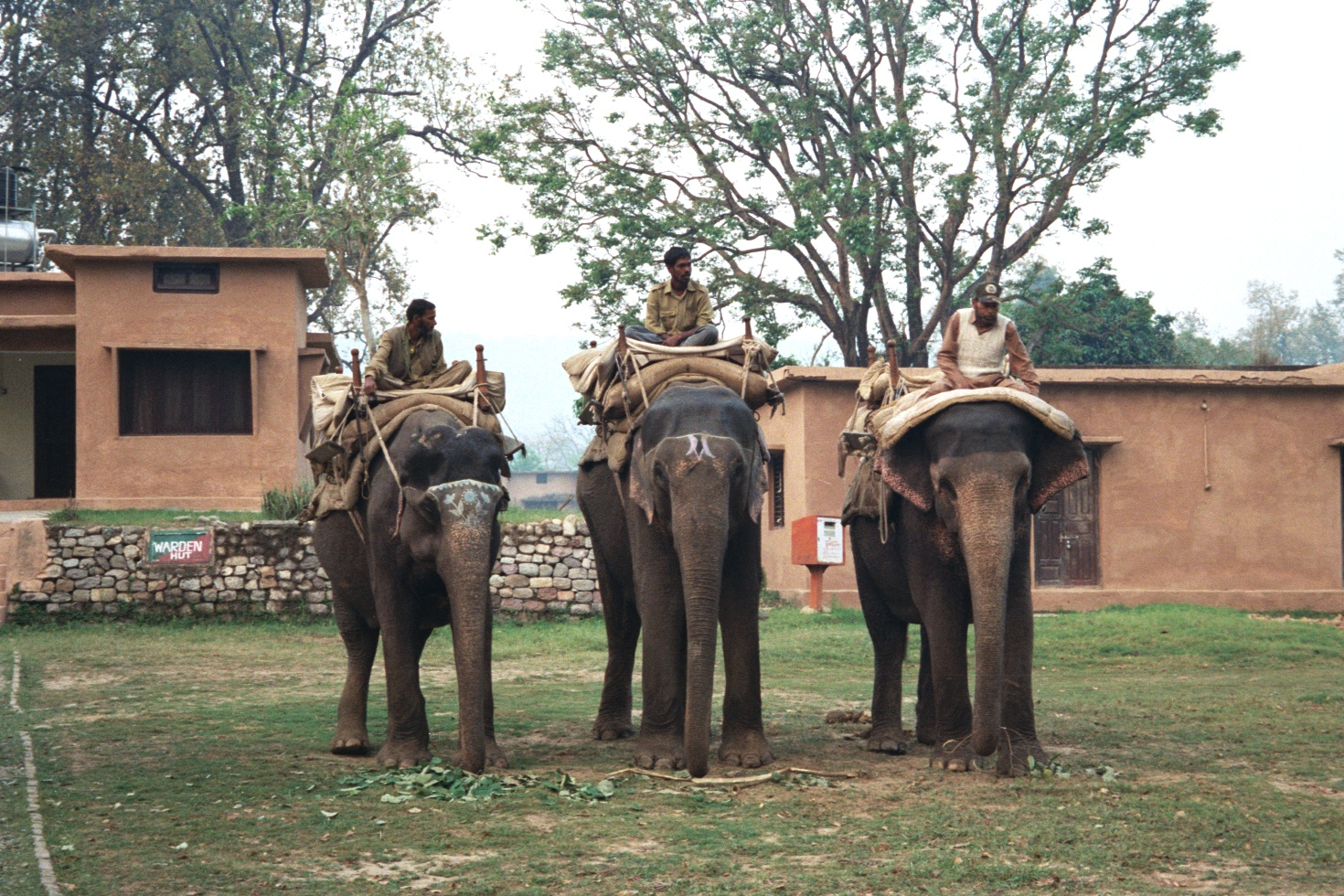
Drei Elefanten mit Mahut im Corbett National Park in Indien

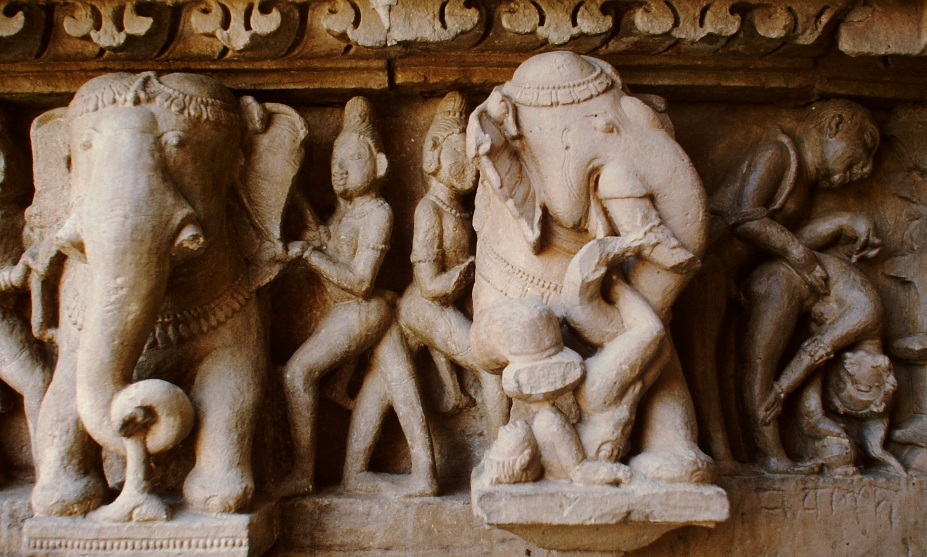
Lakshmana-Tempel im Tempelbezirk von Khajuraho – Elefantenfries mit erotischer Szene. Der rechte Elefant ist vom Treiben (Brahmane und Mädchen) an seiner Seite so irritiert, dass er einen seiner Wärter (mahut) mit seinem Rüssel zu Boden geworfen hat und mit dem erhobenen Fuß zu zerquetschen droht. Ob die Szene lediglich unterhaltenden Charakter hat oder aber belehrend bzw. warnend gemeint war, muss offenbleiben.

Ein Mahut (auch: Mahout) ist der Führer und oftmals Eigentümer eines Arbeitselefanten. Er ist für dessen Ernährung und Pflege verantwortlich und über Jahrzehnte mit dem Tier verbunden. Ein Mahut reitet auf dem Nacken des Elefanten und dirigiert ihn mittels verbaler Kommandos, seines Elefantenstabs und des Drucks, den er mit Füßen und Beinen auf das Tier ausübt.

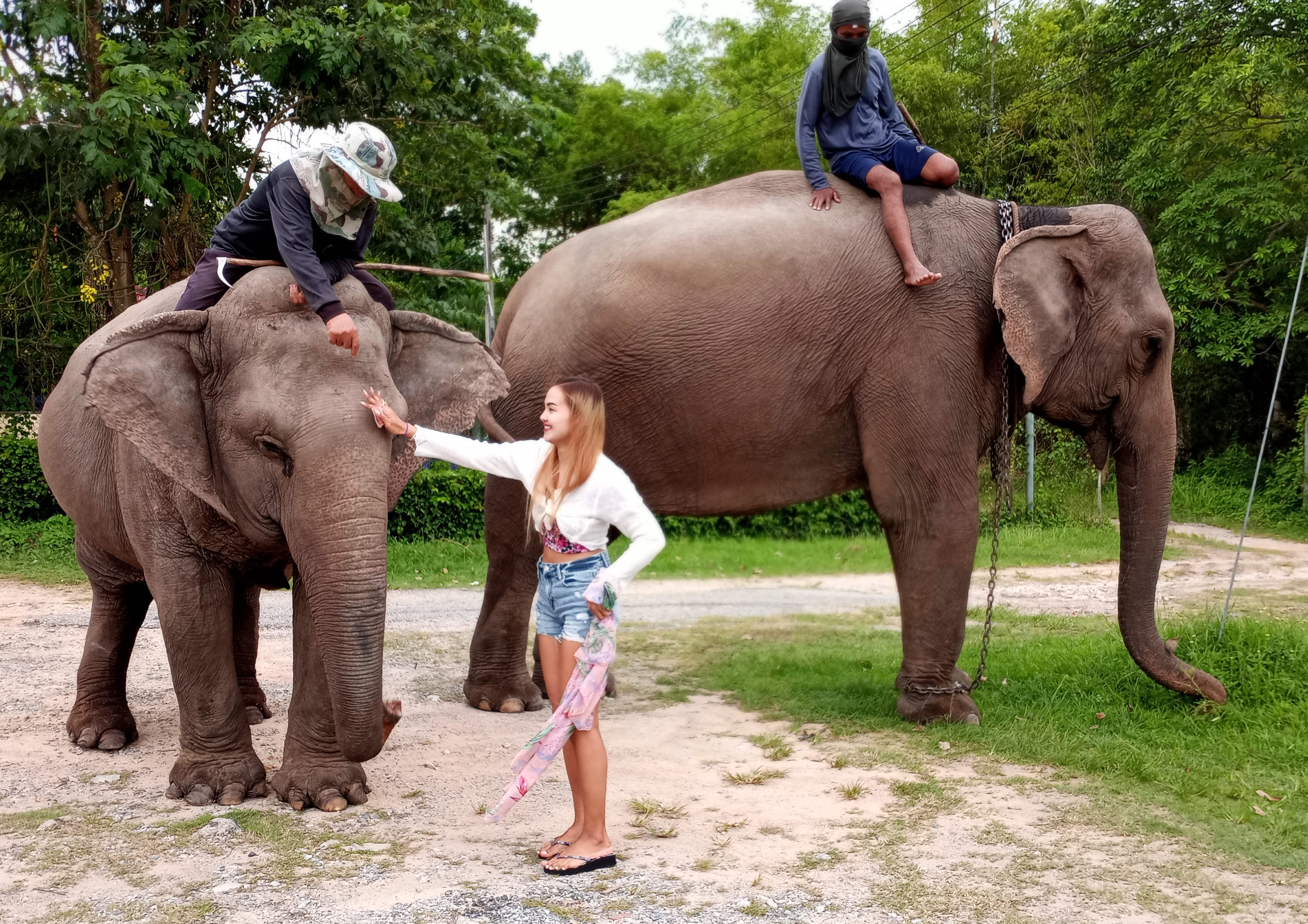
Thailändische Elefanten und Mahouts mit Modell

Die Bezeichnung Mahut kommt von Hindi mahaut (महौत) bzw. mahāvat (महावत), was auf Sanskrit mahāmātra (महामात्र) zurückgeht („von großem Maß“). Weitere Bezeichnungen sind etwa Sanskrit hastipaka (हस्तिपक), Birmanisch chaṅ-ūḥcīḥ oder „oozie“ (ဆင္ဦးစီး), Thai khwan chang (ควาญช้าง) oder Kornak (entlehnt aus Sanskrit karināyaka, Elefant-Führer).
Mahuts gibt es, wie die Arbeitselefanten, in Indien und Hinterindien (etwa Myanmar und Thailand). So werden dort für Waldarbeiten oft noch Elefanten eingesetzt, weil sie im Vergleich zu Traktoren und Raupen im Gelände beweglicher und nicht auf das Anlegen von Straßen angewiesen sind. Elefanten verursachen so bei der Waldarbeit wesentlich weniger Umweltschäden als Maschinen. Darüber hinaus hat die Elefantenhaltung zeremonielle und touristische Gründe.
Mahut und Elefant arbeiten soweit möglich jahrzehntelang zusammen. Die notwendige vertrauensvolle Beziehung entwickelt sich bereits während der gemeinsamen Arbeit in der Elefantenschule. In Thailand gab es 2003 noch etwa 2000 Mahuts, die mit ihren Elefanten in den unwegsamen Waldgebieten im Norden Thailands arbeiten.